# ماهواره شناسایی

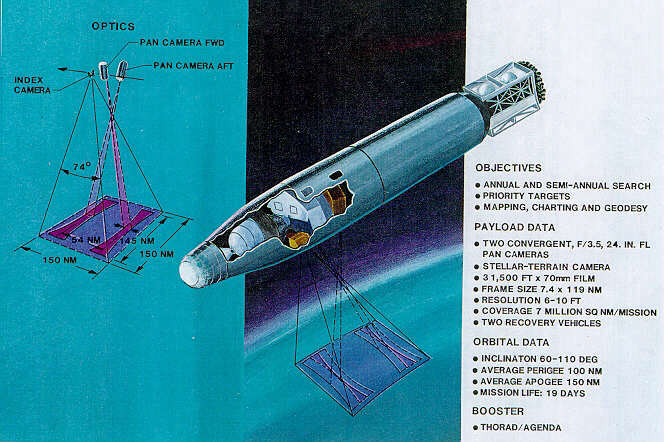
نمایی از یک ماهواره شناسایی

ماهوارهٔ شناسایی (به انگلیسی: Reconnaissance satellite) یا ماهوارهٔ اطلاعاتی (به انگلیسی: Intelligence satellite) که به‌صورت غیررسمی و عام به عنوان ماهوارهٔ جاسوسی نیز از آن یاد می‌شود، یک نوع ماهوارهٔ دیدبانی زمین یا ماهوارهٔ مخابراتی است که برای منظورهای نظامی یا شناسایی استفاده می‌شود. کشورهای ایالات متحدهٔ آمریکا، شوروی سابق، اسرائیل، روسیه و بریتانیا کشور‌هایی هستند که ماهواره‌های شناسایی را در طول تاریخ به فضا ارسال کرده‌اند.